# 白丽蘑属
白丽蘑属（学名：Leucocalocybe）是伞菌目下的一个属。
亲缘最近的姐妹群是香蘑属。然而He等人（2023）发现，与蒙古白丽蘑亲缘相近的所谓“香蘑属”成员和其余的“香蘑属”亲缘其实较远，因此最终是把这些种挪进了金钱菌属下设的“白丽蘑亚属”。

## 下属物种
本属包括以下物种：
- 蒙古白丽蘑 Leucocalocybe mongolica (S.Imai) X.D.Yu & Y.J.Yao